# Ermida de Santo António do Alto (Faro)
A Ermida de Santo António do Alto é um edifício "notável" da cidade de Faro, Portugal. Situada no ponto mais alto da cidade, a ermida deve a esta localização o seu nome, tendo aí sido construída, provavelmente no século XV, ao lado de uma torre de atalaia medieval datada de 1355.
No séc. XVI foi submetida a algumas remodelações e a parte inferior da torre foi utilizada como capela-mor, onde se encontra a abóbada estrelada do período manuelino. No séc. XVIII, sofreu obras profundas: a capela-mor foi fechada, construiu-se uma galilé e uma sacristia, houve um aumento da nave e, consequentemente, uma nova fachada. É de realçar o núcleo de imaginária barroca e o retábulo da capela-mor, obra do mesmo período artístico da autoria do Mestre Manuel Martins e executada por Tomé da Costa e Francisco Xavier Guedelha. No edifício funciona um Museu Antonino com uma curiosa colecção de imagens, pinturas e gravuras alusivas a Santo António.
No século XX a torre sofreu um acrescento de modo a incorporar um depósito de água, continuando contudo a ser possível ascender ao topo e desfrutar de uma magnífica panorâmica da cidade e da região entre esta e a cidade vizinha de Olhão.

## Fonte
- Lameira, Francisco I. C. Faro Edificações Notáveis. Edição da Câmara Municipal de Faro, 1995.